# Jeff Tymoschuk
Jeff Tymoschuck est un compositeur de musique de film et de jeu vidéo canadien né le 6 avril 1974 à Souris au Manitoba.

## Compositions

### Cinéma

#### Longs métrages
- 2004 : Shelf Life
- 2007 : Mr. Big
- 2008 : That One Night
- 2010 : Circle of Pain
- 2010 : Altitude
- 2011 : Below Zero
- 2011 : Destination finale 5
- 2013 : Afflicted
- 2014 : Leprechaun: Origins
- 2015 : The Marine 4: Moving Target

#### Courts métrages
- 2002 : Smothered
- 2002 : Waterfall
- 2002 : Dial 'A' for Alphaman
- 2003 : Shaolin Kawasaki
- 2003 : Sleeping Booty
- 2003 : The Guardian
- 2004 : The 30 Second Guaranteed Foolproof Ancient Cantonese Method
- 2004 : Flush
- 2005 : Crazy Late
- 2005 : …nettirwnU
- 2005 : The Veil
- 2006 : Short Film Boot Camp
- 2006 : Sand Castle (II)
- 2006 : War Is Hell
- 2006 : The Sparkle Lite Motel
- 2006 : Hell's Habit
- 2006 : The 90th Percentile
- 2007 : The Shell
- 2007 : The Devil and Sarah Silverspoon
- 2007 : Latchkey's Lament
- 2008 : SpaceMan
- 2008 : Edna Brown
- 2008 : The Green Film
- 2008 : Johnny Loyal, Private Eye
- 2009 : The Present
- 2009 : Seeds
- 2009 : Snakehead
- 2011 : The Provider
- 2011 : Pleased to Meet You
- 2012 : Stanley's Game Seven 3D
- 2013 : Penguins (Are So Sensitive to My Needs)
- 2015 : Payment
- 2017 : WoodMan

### Télévision

#### Téléfilms
- 2004 : Billy Buckwheat and Madame White Snake
- 2007 : Sunshine Girl
- 2008 : Enigma: Exorcism
- 2011 : Insoupçonnable
- 2013 : Tasmanian Devil
- 2013 : One Foot in Hell
- 2013 : La Plus Belle Vitrine de Noël
- 2014 : Heavenly Matc
- 2014 : Jack Parker, le roi des menteurs
- 2014 : La Lettre au Père Noël
- 2015 : Murder, She Baked: A Chocolate Chip Cookie Mystery
- 2015 : La Lettre de Holly
- 2015 : Aurora Teagarden : Le Club des amateurs de meurtres
- 2015 : Mensonges maternels
- 2015 : La Nouvelle Nounou
- 2015 : À chacun sa vérité
- 2015 : Contre toute attente
- 2015 : Petits Meurtres et pâtisserie : Mortelle Saint-Valentin
- 2016 : Murder, She Baked: A Peach Cobbler Mystery
- 2016 : Vous avez un message : Une Saint-Valentin pas comme les autres
- 2016 : Stranger in the House
- 2016 : Coup de foudre sur commande
- 2016 : Aurora Teagarden : À vendre : trois chambres, un cadavre
- 2016 : Petits Meurtres et pâtisserie : Une recette mortelle
- 2016 : Maman 2.0
- 2016 : Summer of Dreams
- 2016 : Une idylle d'automne
- 2016 : Aurora Teagarden : La Maison des disparus
- 2017 : A Rose for Christmas
- 2017 : Aurora Teagarden : Affaire secrète
- 2017 : Murder, She Baked: Just Desserts
- 2017 : Aurora Teagarden : Un bébé sur les bras
- 2017 : Un Noël émouvant
- 2017 : Eat, Drink and Be Buried: A Gourmet Detective Mystery
- 2017 : Marry Me at Christmas
- 2018 : Last Scene Alive: An Aurora Teagarden Mystery

#### Séries télévisées
- 2013 : Animism (6 épisode)
- 2013 : Retour à Cedar Cove
- 2014 : Signed, Sealed, Delivered (4 épisodes)

### Jeux vidéo
- 2002 : 007: Nightfire
- 2003 : Hulk
- 2003 : The Simpsons: Hit and Run
- 2003 : 007 : Quitte ou Double
- 2010 : DeathSpank
- 2012 : Sleeping Dogs